# 5579 Uhlherr
5579 Uhlherr (1988 JL) là một tiểu hành tinh vành đai chính bên trong được phát hiện ngày 11 tháng 5 năm 1988 bởi C. S. Shoemaker ở Palomar.